# Nitroskrobia
Nitroskrobia – mieszanina azotanów skrobi (estrów skrobi i kwasu azotowego) o zmiennej liczbie dołączonych grup −ONO2 (w zależności od stopnia estryfikacji). Stosowana jako zastępczy materiał wybuchowy.
Otrzymywana przez estryfikację skrobi kwasem azotowym lub mieszaniną nitrującą; półprodukt płucze się zimną wodą i suszy w temperaturze 35–40 °C. Produkt ma postać bladożółtego proszku. Jej temperatura zapłonu wynosi 183 °C. Własności nitroskrobi są zbliżone do nitrocelulozy, ale jest trudniejsza w produkcji, mniej stabilna i bardziej higroskopijna, dlatego nie znalazła szerokiego zastosowania poza USA. W zależności od stopnia estryfikacji, nitroskrobia rozpuszcza się całkowicie w mieszaninie etanolu z eterem (8,0–12,8% azotu), w etanolu (10,0–11,5% azotu) oraz w acetonie (powyżej 6,4% azotu). Przy innych zawartościach azotu, nitroskrobia rozpuszcza się częściowo.
Własności wybuchowe zmieniają się w zależności od stopnia estryfikacji. Wysoko zestryfikowana nitroskrobia wykazuje własności wybuchowe porównywalne do trotylu czy kwasu pikrynowego; związek poniżej 9% azotu nie wykazuje praktycznie cech materiału wybuchowego. Dla nitroskrobi o zawartości azotu (N) 11,02% prędkość detonacji wynosi 3020 m/s, dla 13,43% N – 6190 m/s; wydęcie w bloku ołowianym odpowiednio 11,02% N – 260 cm³ 13,43% N – 460 cm³. Wraz ze zwiększeniem stopnia estryfikacji wzrasta również wrażliwość na uderzenie, np. wysokość, z której upuszczenie odważnika 2 kg na próbkę powoduje detonację, wynosi 300 mm dla materiału o 13,43% N, a ponad 1000 mm dla 11,02% N.
Ze względu na ujemny bilans tlenowy (dla nitroskrobi o zawartości azotu 12,2% wynosi on −35%) stosowana jest w mieszaninach z utleniaczami, takimi jak saletra amonowa lub sodowa.
W Stanach Zjednoczonych produkcję nitroskrobi rozpoczęto ok. 1900 r., ale dopiero opracowanie metod stabilizacji materiału w 1903 pozwoliło na jej szersze zastosowanie. Materiały wybuchowe na bazie nitroskrobi były szeroko stosowane podczas budowy Kanału Panamskiego. Podczas I wojny światowej USA, odczuwając brak nitrozwiązków aromatycznych, rozwinęły produkcję nitroskrobi na dużą skalę: średnia produkcja miesięczna w okresie od VI 1917 do XI 1918 wynosiła 2250 ton i była niewiele mniejsza od produkcji trotylu (2450 ton miesięcznie). Materiał ten był wykorzystywany do produkcji granatów ręcznych (1,75 mln sztuk miesięcznie) i pocisków broni okopowej (160 tys. sztuk miesięcznie). Jest wciąż używany do zastosowań cywilnych w USA.